# Phyllopetalia
Phyllopetalia is een geslacht van libellen (Odonata) uit de familie van de Austropetaliidae.

## Soorten
Phyllopetalia omvat 6 soorten:
- Phyllopetalia altarensis (Carle, 1996)
- Phyllopetalia apicalis Selys, 1858
- Phyllopetalia apollo Selys, 1878
- Phyllopetalia excrescens (Carle, 1996)
- Phyllopetalia pudu Dunkle, 1985
- Phyllopetalia stictica Hagen in Selys, 1858